# Diogo de Silves
Diogo de Silves (século XV) foi um navegador português.

## Biografia
De acordo com a carta do catalão Gabriel de Valseca (1439), estudada pelo historiador Damião Peres, foi o descobridor da Ilha de Santa Maria , muito provavelmente, da Ilha de São Miguel,da ilha terceira e da graciosa no ano de 1427, e sucessivamente as 5 ilhas que constituem o grupo central do arquipélago dos Açores. quando de retorno de uma viagem à Ilha da Madeira. Uma legenda, nessa carta, refere: "Estas ilhas foram achadas por Diogo de Silves [Sunis?] piloto de El-Rei de Portugal no ano de 1427".
Naquele tempo o Arquipélago da Madeira já se representava nos mapas, mas não se tinha a localização certa do Arquipélago. Por isso a Madeira não foi propriamente  Descoberta , ou seja, foi  Redescoberta.
Sobre a identidade deste personagem pouco mais se sabe. Como à época geralmente os apelidos (sobrenomes) eram toponímicos, a referência a Silves pode indicar que ele fosse natural daquela cidade algarvia, o que faz sentido se se recordar que eram algarvios muitos dos primeiros mareantes dos descobrimentos. Esta foi a leitura que fez Damião Peres. Outros autores, porém, opinam que o nome possa ser Sines ou outras variantes. Contudo, prevalece a tese de Peres até aos nossos dias.